# Trachyphloeus digitalis
Trachyphloeus digitalis är en skalbaggsart som först beskrevs av Leonard Gyllenhaal 1827.  Trachyphloeus digitalis ingår i släktet Trachyphloeus, och familjen vivlar. Arten är reproducerande i Sverige.